# Metro (film din 1997)
Metro este un film american din 1997, regizat de Thomas Carter, scris de Randy Feldman și produs de Roger Birnbaum. În rolurile principale joacă actorii Eddie Murphy, Michael Wincott și Michael Rapaport. Filmul a fost lansat pe 17 ianuarie 1997 în Statele Unite ale Americii.